# ヴァスコ・ウヴァ
ヴァスコ・マリア・ヌネス・バラタ・デ・ソウザ・ウヴァ（Vasco Maria Nunes Barata de Sousa Uva、1982年12月15日 - ）は、ポルトガルのラグビーユニオン選手。

## プロフィール
- リスボン出身。
- ポジションはナンバーエイト。
- 身長 187cm、体重 98kg。

## 来歴
ポルトガルカトリック大学卒業。フランス選手権トップ14のモンペリエ・エローSCなどに所属していた。2003年からポルトガル代表で2007年のワールドカップではキャプテンとしてチームを率いた。